# Port lotniczy Manta
Port lotniczy Manta – międzynarodowy port lotniczy i lotnisko wojskowe położone w Manta. Jest on czwartym co do wielkości portem lotniczym Ekwadoru.

## Linie lotnicze i połączenia
- Aerogal (Quito)
- Icaro Air (Quito)
- TAME (Quito)